# Chiesa di San Giorgio (Campobasso)
La chiesa di San Giorgio è la chiesa più antica di Campobasso e secondo alcuni la più antica dell'intera provincia, ed è inoltre la chiesa dedicata al patrono della città.

## Descrizione
La chiesa risale presumibilmente al X secolo e si ritiene che fu edificata dove sorgeva un tempio Pagano.La facciata è a capanna e si nota un tentativo di distinzione tra la navata centrale e quelle laterali attraverso due pilastri con capitello. Sul portale è presente una lunetta che propone il tema dell'agnello crucifero decorato da ornamenti floreali. Perpendicolarmente alla lunetta, posto più in alto è presente anche un piccolo rosone dalla forma a imbuto. Nei muri esterni sono stati inseriti elementi di preesistenti costruzioni romaniche. Un pellicano sul fianco destro e, sul retro, un sole ed una testa d'asino con briglie, arricchiscono la semplice ed elegante struttura della chiesa. Il campanile, a pianta quadrangolare, è situato al termine del lato destro, ed alterna finestre bifore con monofore.
Caratteristico di questa chiesa è il cimitero annesso che per secoli ha accolto i defunti che si occupavano della parrocchia. Questo è circondato da un muro basso su cui è praticata una finestrella con sbarre sotto la quale vi è una lapide divisa a metà da un elemento verticale decorato dall'altorilievo di una testa umana.
Dalla chiesa di San Giorgio è possibile ammirare un ampio panorama che include tutta la città, sia il centro storico sia i moderni quartieri periferici distribuiti disordinatamente sul territorio.